# Severinsbrücke
Die 1959 eröffnete Severinsbrücke war der erste vollständige Brückenneubau in Köln nach dem Zweiten Weltkrieg. Die Schrägseilbrücke verbindet das Severinsviertel über den Rhein und den Rheinauhafen mit dem rechtsrheinischen Stadtteil Köln-Deutz sowie den innerstädtischen Autoverkehr mit den rechtsrheinischen Ringstraßen (zuerst Gotenring) und Fernverkehrsstraßen, vor allem der B 55 und der A 59. Den Stadtbahnlinien 3 und 4 steht ein besonderer Bahnkörper mit den beiderseitigen Haltestellen Severinstraße und Suevenstraße zur Verfügung.

## Planung und Bau

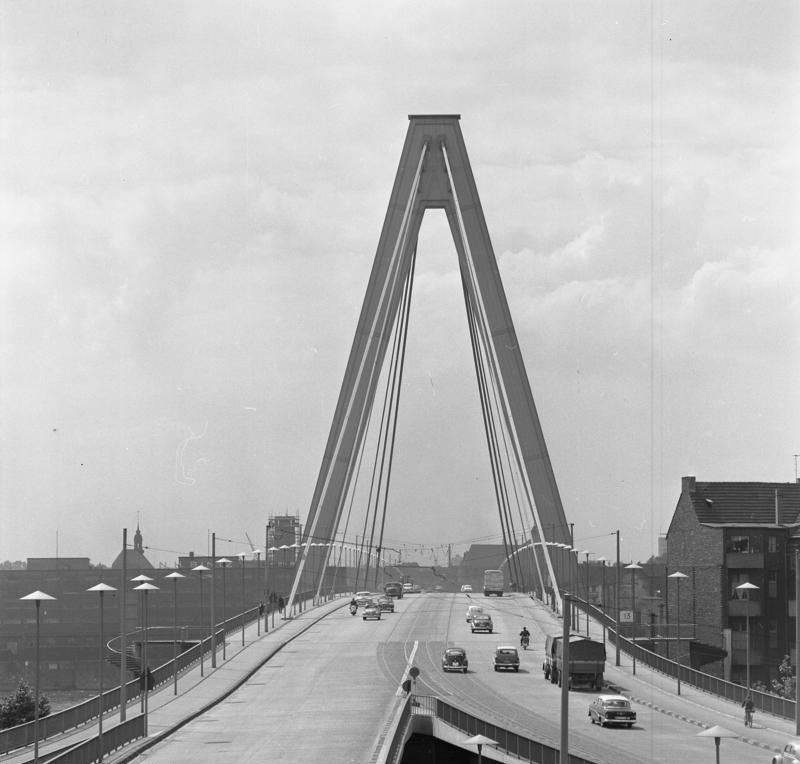
Severinsbrücke, 1961

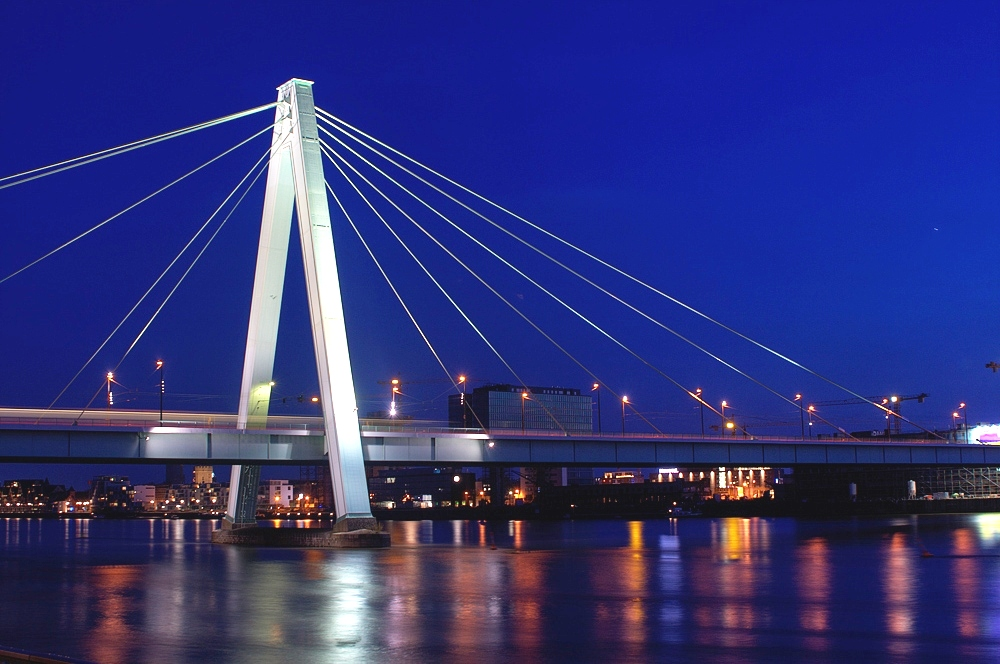
Severinsbrücke bei Nacht, 2006

Der 1956 von der Stadt beschlossene Generalverkehrsplan sah aufbauend auf den Plänen zum schon vor dem Krieg begonnenen Nord-Süd-Durchbruch, der heutigen Nord-Süd-Fahrt, zwei neu zu bauende Rheinbrücken vor. Die Severinsbrücke war nach dem Wiederaufbau oder Neubau von fünf Kölner Rheinbrücken der erste neue Brückenstandort. Bei der Bauvorbereitung geschah am 21. September 1956 ein Unfall, als der Senkkasten für die Gründung des Brückenpfeilers in Schieflage geriet und mindestens fünf Arbeiter dabei tödlich verletzt wurden.
Die Brücke wurde ab 1958/59 nach den Plänen der Gutehoffnungshütte und des Kölner Brückenbau-Architekten Gerd Lohmer gebaut, die aufgrund der Vorschläge des renommierten Brückenbau-Ingenieurs Fritz Leonhardt geändert worden waren. Am 7. November 1959 wurde sie in Anwesenheit von Bundeskanzler Konrad Adenauer von Kardinal Josef Frings eingeweiht und Oberbürgermeister Theo Burauen eröffnet. Das Besondere an der Brücke ist, dass sie mit nur einem asymmetrisch gestellten A-förmigen Pylon auskommt, an dem der Brückenkörper mit Stahlseilen aufgehängt ist. Nur so blieb der Deutzer Hafen auch weiterhin für Küstenmotorschiffe nutzbar. Außerdem ließ der nahe am rechten Ufer stehende Pylon die Sicht auf den Dom und die Altstadt am linken Rheinufer weitgehend ungestört. Wie die anderen städtischen Brücken ist sie im Kölner Brückengrün gestrichen. Seit 1989 steht die Brücke unter Denkmalschutz.

## Konstruktion
Die Severinsbrücke ist eine seilverspannte Balkenbrücke mit 691 Metern Länge und 29,50 Metern Breite. Die größte Stützweite ist 302 m lang. Der Pylon ragt 77,2 m über das Brückenfundament hinaus. Insgesamt wurden 8.300 Tonnen Stahl verbaut. Die Baukosten betrugen 25,3 Millionen D-Mark. Bei ihrer Eröffnung war sie die Schrägseilbrücke mit der längsten Hauptspannweite der Welt und die erste mit einem A-förmigen Pylon. Einen ähnlichen weist die 1979 fertiggestellte Oktober-Brücke auf, die im russischen Tscherepowez die Scheksna quert und deren Konstruktion an die der Severinsbrücke erinnert. Ebenfalls 1979 fertiggestellt wurde in Linz an der Donau (Österreich) die Donaubrücke Steyregg (lokal auch Steyreggerbrücke genannt), welche auch eine ähnliche Konstruktion des Pylons aufweist. 
Durch die besondere Steifigkeit der Konstruktion konnten auch Straßenbahnen auf Rillenschienen über die Brücke fahren. Seit dem Umbau von 1979/80 fahren die Stadtbahnen auf einem eigenen Gleiskörper. 2014 entschied man sich, die Brücke im Bereich der Hauptträgerkästen und im Pylon mit feuerverzinkten U-Profilen zu verstärken. Da diese von außen nicht sichtbar sind, blieb das Erscheinungsbild der Brücke unverändert.
Das Bauwerk erhielt 1967, nicht zuletzt seiner innovativen Konstruktion wegen, den Kölner Architekturpreis.

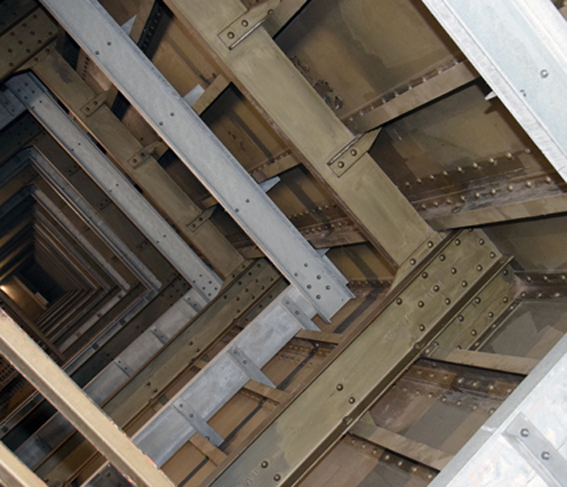
2014 wurde die Severinsbrücke mit feuerverzinkten U-Profilen verstärkt.

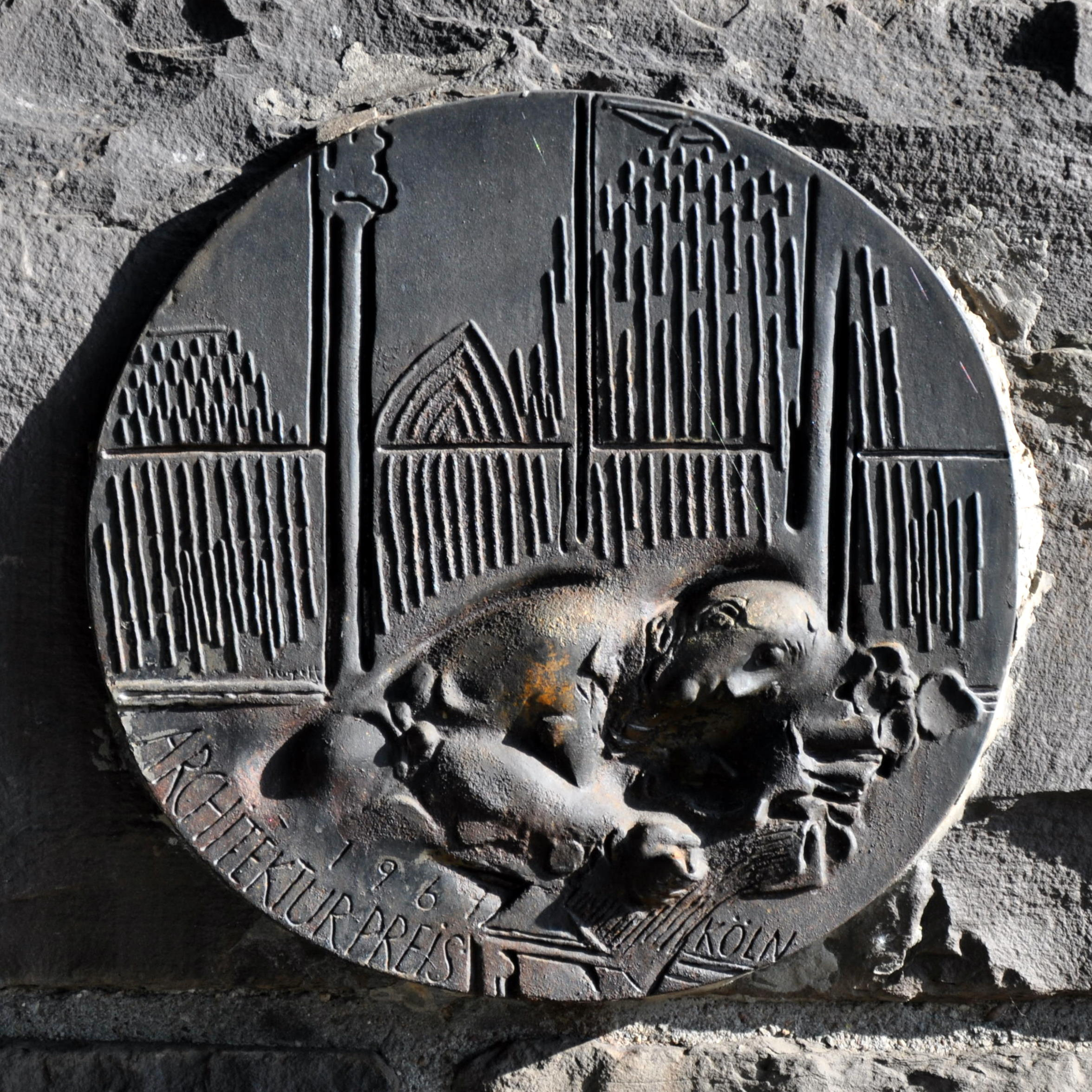
Kölner Architekturpreis 1967
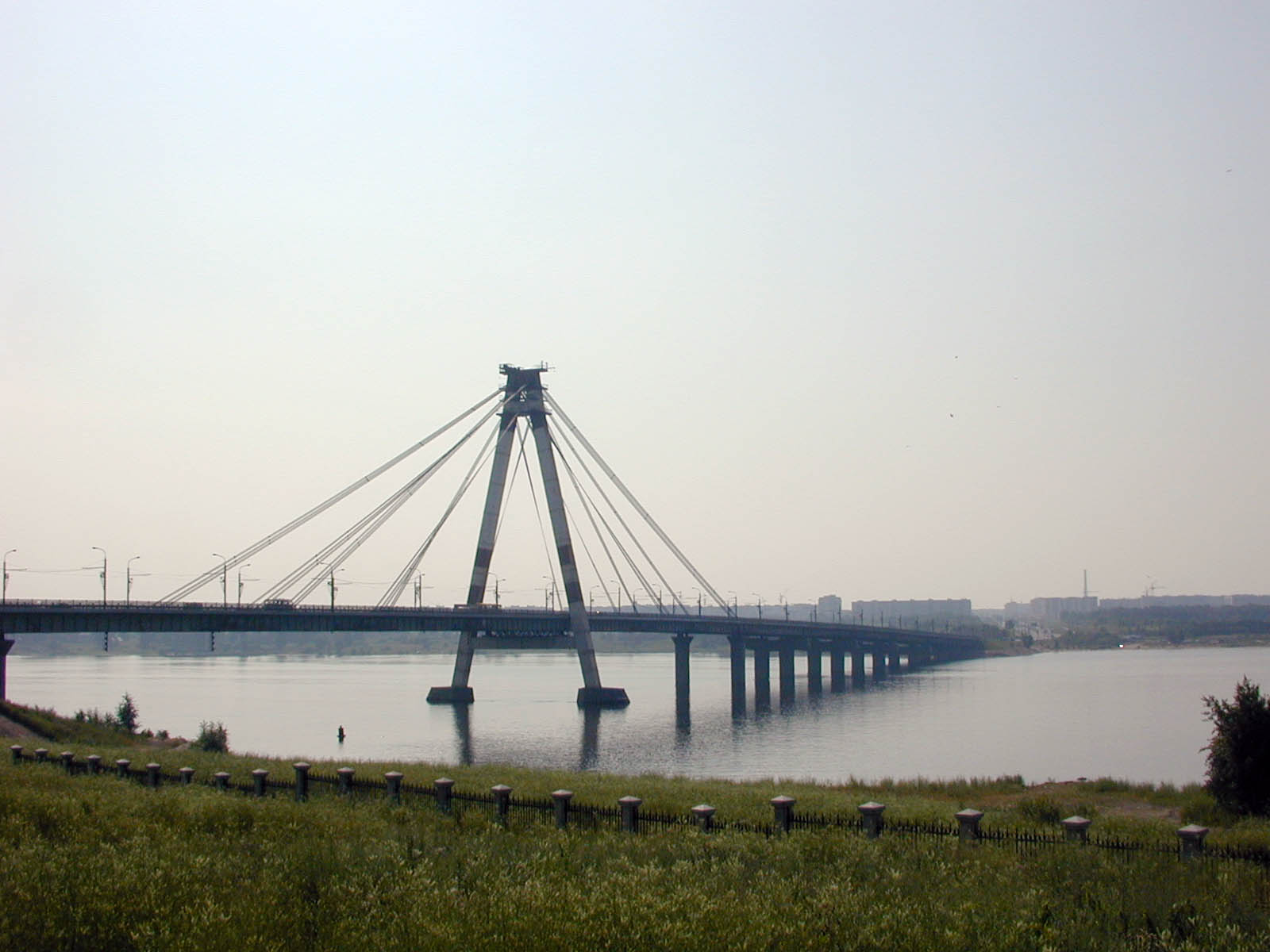
Oktober-Brücke in Tscherepowez, Russland

## Technische Einzelheiten

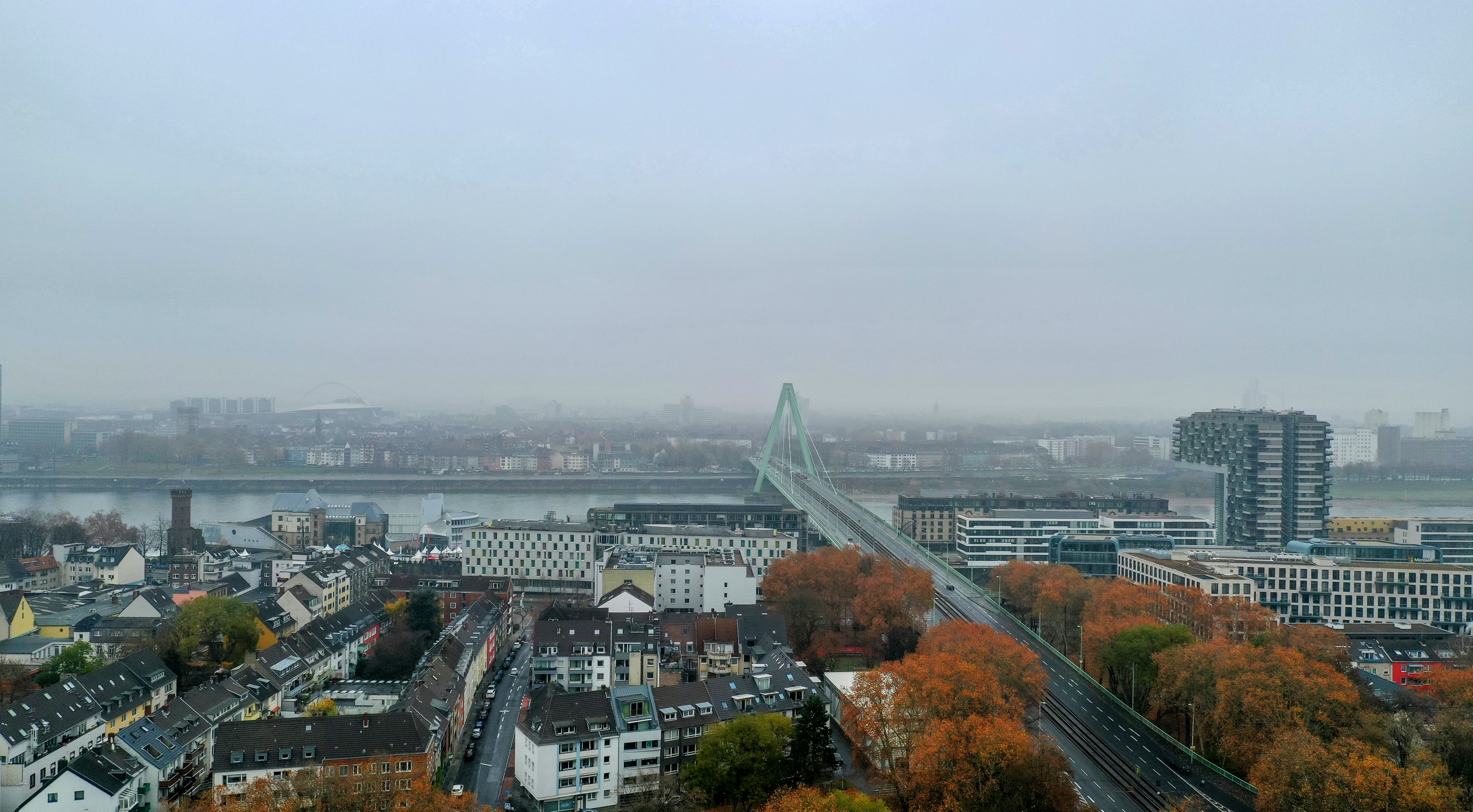
Wenig Brückenverkehr an einem Sonntag 2018

Die Severinsbrücke überquert – von Westen nach Osten – die Holzmarkt genannte vierspurige Uferstraße, den Rheinau-Hafen, dessen Zollhafen genannte stromseitige Bebauung, den Rhein, die Einfahrt zum Deutzer Hafen und die Siegburger Straße. Die Achsabstände der entsprechenden Öffnungen sind 49,11 + 89,13 + 47,81 + 301,67 + 150,68 + 52,46 m. Die Brücke wird begrenzt von mit Naturstein verkleideten Widerlagern, die von Wendeltreppen eingefasst sind. Auf beiden Seiten schließen sich noch längere Rampenbrücken bis zu den jeweiligen Auffahrten an.
Das Brückendeck ist zwischen den Geländern 29,50 m breit und unterteilt in den Gleiskörper für die beiden Stadtbahngleise, je zwei Fahrspuren sowie 2,25 m breite Radwege und 3,00 m breite Gehwege. Von Außenkante zu Außenkante gemessen ist das Brückendeck 30,10 m breit.
Der Überbau besteht aus zwei stählernen, 3,20 m breiten Hohlkästen, deren Höhe von maximal 4,57 m bis zu den Widerlagern auf 3,00 m abnimmt. Sie werden durch Querscheiben versteift. Zwischen den Hohlkästen befindet sich eine orthotrope Platte mit einer mittigen Längsrippe und regelmäßigen Querrippen. Die Hohlkastenträger sind über den beiden Hauptöffnungen an den Schrägseilen angehängt; über den Nebenöffnungen werden sie durch schmale, runde Pfeiler gestützt.
Die genieteten Pylonpfosten sind aus architektonischen Gründen von Profilen eingefasst und mit einer Dachplatte abgeschlossen. Sie haben auf ihrer Fundamentplatte einen Abstand von 42,12 m zueinander. In der seitlichen Brückenansicht verjüngen sich die Pfosten von 4,17 m auf 3,36 m am Kopf des Pylons, während sie sich in der Längsansicht von 3,72 m am Fuß auf 4,60 m am Pylonkopf verbreitern.
Die 4 × 3 Tragkabel haben, anders als sonst üblich, einen rechteckigen Querschnitt, der erkennen lässt, dass sie aus 4 bzw. 12 oder 16 vollverschlossenen Seilen bestehen. Bei den äußeren, stärkeren Tragkabeln sind die oberen Seile im Pylonkopf verankert, während die unteren Seile über ein Sattellager durch den Pylonkopf durchgeführt werden.

## Kunst auf der Brücke
Am 22. März 1997 wurde auf dem Pylon der Severinsbrücke von einem Hubschrauber aus eine Kunstinstallation des Kölner Aktionskünstlers HA Schult mit einer speziellen Lichttechnik des Kölner Medienausstatters Michael Zilz montiert. Es handelte sich um eine Weltkugel, die nach den Mustern von Längen- und Breitengraden als filigrane Gitterkonstruktion ausgeführt war, auf der Neonleuchten in Form der Kontinente in verschiedenen Farben angebracht waren. Zusätzlich ragte aus dem Standort Kölns auf der Weltkugel als einziger Auswuchs der Kugel eine rot leuchtende Neonfigur in einer euphorischen Pose hervor.
Die für wenige Monate geplante Kunstinstallation wurde trotz kontroverser öffentlicher Diskussion und Ablehnung durch den Kölner Oberbürgermeister Norbert Burger verlängert. Am 15. Oktober 2000 wurde die konstruktiv überarbeitete Weltkugel mit einem Hubschrauber von der Severinsbrücke zum heutigen Standort auf dem Dach des linksrheinisch neben der Zoobrücke gelegenen Gebäudes der DEVK-Zentrale geflogen.

## Die Brücke in der Kunst
Bela Chekurishvili schrieb ein Gedicht mit dem Titel An der Severinsbrücke und widmete es Sabine Schiffner.